# Centro Sperimentale di Cinematografia
Das Centro Sperimentale di Cinematografia (Experimentelles Zentrum für Kinematographie) in Rom ist eine staatlich finanzierte Stiftung, unter deren Dach sich die Cineteca Nazionale (Nationale Kinemathek) und die Scuola Nazionale di Cinema (Nationale Filmschule) befinden.
Die Gründung erfolgte 1935 in Rom mit dem Ziel, die Filmkrise in Italien zu bekämpfen und den Film als faschistisches Propagandamittel einzusetzen.
Parallel dazu wurden die Filmfestspiele von Venedig eingeführt und die Filmstadt Cinecittà auf einem abgebrannten Studiogelände gebaut.

## Scuola Nazionale di Cinema (SNC)
Der Begriff Nationale Filmschule wird häufig synonym für die ganze Stiftung verwandt.
Nach den Gründungen der russischen Filminstitute in St. Petersburg  (heute St. Petersburg Staatsuniversität für Film und Fernsehen) und Moskau (heute Gerassimow-Institut für Kinematographie) in den Jahren 1918 und 1919 gehört sie zu den ältesten Einrichtungen.
Ihr erster Leiter war Luigi Chiarini. Als gebildeter Faschist hatte er keine Probleme, seine kommunistischen Freunde als Lehrer der ersten Stunde einzusetzen. Dies führte zu einer künstlerischen Anlehnung an den russischen Film und später zu bedeutendem Einfluss auf den westeuropäischen Nachkriegsfilm (Italienischer Neorealismus).
Die Scuola Nazionale di Cinema umfasst heute alle wesentlichen Berufszweige der Filmindustrie. Ausgegliedert sind die Abteilungen
- 2001 – La Scuola in Piemonte für Animation in Turin
- 2004 – La Scuola in Lombardia für Werbung und Fernsehen in Mailand
- 2008 – La Scuola in Sicilia für Dokumentation in Palermo

Die Klassenfrequenz liegt deutlich unter zehn Teilnehmern, mit der Folge einer rigorosen Aufnahmeprüfung. Das CSC hinter dem Namen italienischer Filmschaffender steht nicht für einen Verband, sondern für einen elitären Abschluss.

## Klassen
Die Schule schreibt normalerweise einen jährlichen Wettbewerb für 74 Plätze in den folgenden Filmdisziplinen aus.
- 8 Plätze Kamera
- 6 Plätze Schnitt
- 8 Plätze Produktion
- 9 Plätze Schauspiel weiblich
- 9 Plätze Schauspiel männlich
- 6 Plätze Regie
- 8 Plätze Drehbuch
- 6 Plätze Bühnenbild
- 6 Plätze Kostüme
- 8 Plätze Tontechnik
- 6 Plätze VFX Supervisor & Producer (seit 2018)

## Cineteca Nazionale
In der heutigen Form wurde die Kinemathek 1949 gegründet. Sie ist Mitglied der FIAF. Die zuvor von der Stiftung archivierten Filme gingen 1943 durch die deutsche Besatzung verloren. Sie kann aber inzwischen wieder auf einen Bestand von 80.000 Titeln zurückgreifen. Italienische Produzenten sind gehalten, von ihren Werken eine Kopie einzureichen. Sie pflegt ein reichhaltiges Veranstaltungsprogramm und unterstützt ausländische Projekte. Nicht zuletzt werden alte Bestände restauriert bzw. konserviert.

## Bedeutende Absolventen
| - Néstor Almendros - Michelangelo Antonioni - Francesca Archibugi - Marco Bellocchio - Francesca Calvelli - Claudia Cardinale - Raffaella Carrà - Liliana Cavani - Carolina Crescentini - Walter Fasano - Walter Baldessarini | - Pietro Germi - Tomás Gutiérrez Alea - Dino De Laurentiis - Enrico Lo Verso - Nanni Loy - Gabriel García Márquez - Mario Masini - Melania Mazzucco - Gianfranco Mingozzi - Domenico Modugno - Ana Caterina Morariu | - Gabriele Muccino - Francesca Neri - Rosalba Neri - Carla Del Poggio - Jacopo Quadri - Stefania Rocca - Alba Rohrwacher - Giuseppe De Santis - Pasqualino De Santis - Riccardo Scamarcio - Paolo Sorrentino | - Steno - Vittorio Storaro - Susanna Tamaro - Alida Valli - Gianni Di Venanzo - Paolo Virzì - Monica Vitti - Thomas Woschitz - Luigi Zampa - Gianni Zanasi - Gaia Zucchi |

## Bedeutende Professoren
| - Michelangelo Antonioni - Rudolf Arnheim - Alessandro Blasetti - Andrea Camilleri - Luigi Comencini - Giancarlo Giannini - Carlo Lizzani - Nanni Loy - Furio Scarpelli - Francesco Pasinetti - Roberto Rossellini |